# Koog Bloemwijk
Koog Bloemwijk – stacja kolejowa w Zaandam, w prowincji Holandia Północna, w Holandii. Stacja została otwarta w 1869
| Koog Bloemwijk               |  |                         |
| Linia                        |  |                         |
| Koog-Zaandijkodległość: 1 km |  | Zaandam odległość: 2 km |